# Manninger Rezső
Manninger Rezső (Sopron, 1890. július 7. – Budapest, 1970. február 4.) állatorvos, egyetemi tanár.

## Életpályája
Manninger Ágoston és Schricker Lujza gyermeke, evangélikus vallású. Oklevelét a budapesti Állatorvosi Főiskolán szerezte meg 1912-ben, majd két évvel később doktor lett. 1919. április 11-én Budapesten, a II. kerületben házasságot kötött Tangl Herta Zsuzsánnával, Tangl Ferenc és Konecny Olga gyermekével. 1928-ban megszervezte és 1943-ig vezette az Országos Állategészségügyi Intézetet. 1940–1941 között dékán volt, majd 1947–1948 között az Agrártudományi Egyetem rektora.

## Kitüntetései
- Kossuth-díj (1950, 1961)
- Akadémiai Aranyérem (1965)

## Művei
- A szárnyas baromfi fertőző és parazitás betegségei (Kotlán Sándorral, Bp., 1931)
- A házi emlősök fertőző betegségei (Bp., 1939)
- Állatorvosi belgyógyászat (Mócsy Jánossal Bp., 1943, francia és szlovák nyelven is)
- Állatorvosi bakteriológia, immunitástan és általános járványtan (Bp., 1950)

## Emlékezete
A Magyar Mikrobiológiai Társaság 1974-ben alapított Manninger Rezső-emlékérem néven díjat.